# Стоунер, Эдмунд Клифтон
Эдмунд Клифтон Стоунер (англ. Edmund Clifton Stoner; 2 октября 1899, Суррей, Англия — 27 декабря 1968, Лидс, Йоркшир, Великобритания) — английский учёный, физик-теоретик. Педагог, профессор Лидского университета (с 1924 по 1963 год). Член Лондонского королевского общества (с 1937).

## Биография
Родился в семье профессионального игрока в крикет Артура Халлетта Стоунера. Выиграв стипендию в 1911—1918 годах обучался в Болтонской школе (Большой Манчестер).
После окончания в 1921 году Кембриджского университета, работал в Кавендишской лаборатории. Изучал поглощение рентгеновских лучей на энергетических уровням материи и электронов.
В 1924—1951 годах работал в Лидском университете (с 1939 — профессор). С 1951 года — профессор Кембриджского университета.
В мае 1937 года был избран членом Лондонского королевского общества.

## Научная деятельность
Работы Э. К. Стоунера посвящены магнетизму, изучению структуры атома, квантовой статистике.
Ранние работы проводил в области астрофизики. До предела Чандрасекара американского астрофизика Субраманьяна Чандрасекара в 1930 году вычислил предел для массы белых карликов..
В 1925 году физик ввёл подразделение электронных оболочек атомов на подоболочки. Независимо от других развил коллективизированную модель ферромагнетизма (стонеровская модель коллективизированных электронов в металлах), в 1936 году наиболее полно сформулировал критерий ферромагнетизма свободного ферми-газа. В 1939 разработал метод, связывающий молекулярное поле Вейсса с зонной структурой.
В честь Андерсона называется уравнение состояний Стоунера-Андерсона, которое родилось из переписки с Вильгельмом Андерсоном.

## Избранные труды
- The distribution of electrons among atomic levels, Philosophical Magazine (6th series) 48 (1924), pp. 719—736.
- The limiting density of white dwarf stars, Philosophical Magazine (7th series) 7 (1929), pp. 63-70.
- The equilibrium of dense stars, Philosophical Magazine (7th series) 9 (1930), pp. 944—963.
- Magnetism and atomic structure, London: Methuen, 1926.
- Magnetism and matter, London: Methuen, 1934.
- Collective electron ferromagnetism in metals and alloys, Journal de physique et le radium (8th series) 12 (1951), pp. 372—388.
- E.C. Stoner, F. Tyler, A note on condensed stars, Phil Mag 11 (1931) 986—995
- The minimum pressure of a degenerate electron gas, MNRAS 92 (1932) 651—661
- Upper limits for densities and temperatures in stars, MNRAS 92 (1932) 662—676

## Память
- Здание физического факультета Лидского университета носит имя Эдмунда Клифтона Стоунера.
- 18 марта 1996 года на здании физического факультета Лидского университета открыта мемориальная доска в честь первого профессора теоретической физики в Лидсе.